# Kenton (stanice metra v Londýně)
Kenton je stanice metra v Londýně, otevřená 15. června 1912. Autobusovou dopravu zajišťují linky: 114, 183, 223, H9, H10, H18 a H19. Stanice se nachází v přepravní zóně 4 a leží na lince:
- Bakerloo Line mezi stanicemi Harrow & Wealdstone a South Kenton.

| Rok  | Počet cestujících |
| ---- | ----------------- |
| 2011 | 1,94 mil          |
| 2012 | 1,97 mil          |
| 2013 | 2,02 mil          |
| 2014 | 1,96 mil          |